# 黄崖洞保卫战
黄崖洞保卫战是1941年11月11日至19日，八路军总部特务团为了保卫黄崖洞兵工厂，而进行的一场阵地防御战，是太行1941年冬季战役的一部分。1941年11月11日，日军井关第36师团和元山第四混战旅等九个大队共5000余人的兵力，陆空联合，从长治、潞城、黎城方向和武乡、辽县方向合力进攻黄崖洞。八路军特务团1500人激战八昼夜，以伤亡140余人的代价，消灭日军700余人，是八路军最成功的一场保卫战，创造了八路军以少胜多的历史。

## 背景

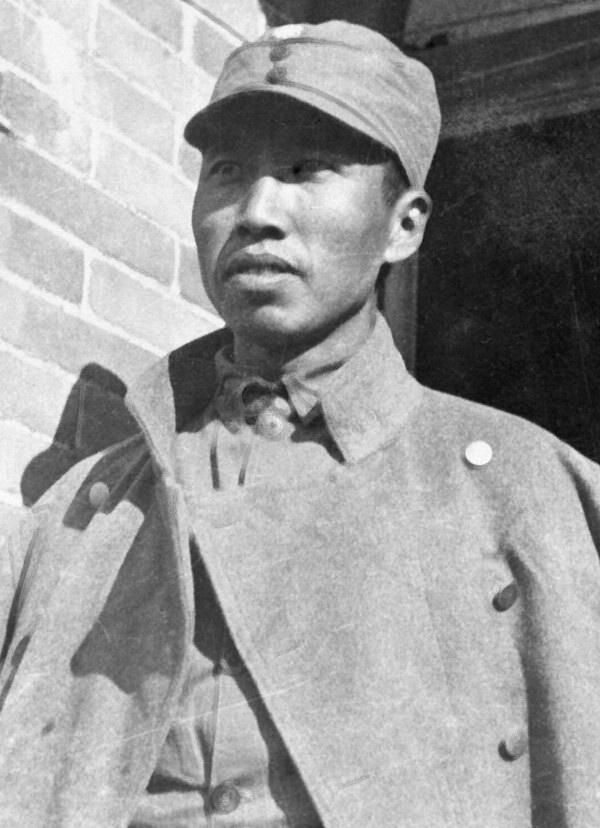
黄崖洞兵工厂的防御工事由八路军参谋长左权亲自指挥布设。

黄崖洞兵工厂位于山西黎城县西北部，因建于黄崖峰西面崖壁上一个叫黄崖洞的高25米、宽20米、深40米的天然大石洞中而得名。黄崖洞兵工厂是八路军抗日根据地创建最早、规模最大的兵工基地，能生产步枪、刺刀、掷弹筒、五零炮等各类武器和弹药，年生产量可装备16个团。1940年10月26日，日军冈崎支队曾闯入黄崖洞，遭八路军阻击而撤退。关家垴战斗之后，八路军总部特务团奉彭德怀、左权之命进驻黄崖洞，负责保卫黄崖洞兵工厂。
从1940年11月，日军就曾多次派飞机对兵工厂进行袭扰。在1941年春夏，日军还组织了两次试探性进攻，均因当地军民的袭扰和八路军总部特务团的严密防守，未能成功。八路军总部特务团在团长欧致富的带领下进行了一系列的阵地建设，共构筑各种战壕9000多米，明碉暗堡190多个，还设置了多个雷区。

## 经过
1941年11月9日，黎城日军出动5000余人，向黄崖洞开始扫荡。10日下午，日军兵力部署完毕，开始试炮，企图用炮弹扫雷。八路军特务团的设雷组则趁炮击间隙重新埋雷。11日拂晓前，日军几次偷袭南口，均未得逞。天亮后，便对南口发起了强攻。起先用羊群踏雷，但由于重力不够，效果不佳。第一波攻击后，日军损失200多人，八路军竟无一伤亡。日军连续进攻4天，伤亡近千，只前进了几百米。
15日，日军改变战法，加强兵力、火力，还使用了火焰喷射器和燃烧弹。战局出现了4 天以来最激烈的场面。处于2线的八路军坚守到17日拂晓，依次撤出阵地。17日上午，日军分两路经水窑口向工厂区攻击。虽然经过一天激战日军最终进人工厂区，但由于八路军已经把机器撤走、掩埋，并布设了各种诱雷绊雷、淌雷和吊雷，日军并无收获。最终八路军特务团以1500人的兵力抗击了3000多日军的进攻，鏖战8昼夜。八路军以5比1的战绩创中日战争中敌我伤亡对比的纪录。
18日夜，日军发现黄崖山外八路军已对其形成包围，遂下令退出黄崖山。在撤退途中，日军在三十亩地、曹庄一线，遭八路军第385旅3个团，新编第1旅1个团，第386旅第772团等部队的伏击，伤亡500余人。19日晚，日军终于抵潞城微子镇据点。21日，八路军乘胜追击收复了黎城。

## 结果
黄崖洞保卫战历时八昼夜，八路军总部特务团伤亡140余人，日军死亡700余人。八路军总部授予特务团以"黄崖洞保卫战英雄团"的称号。黄崖洞保卫战被中共中央军委评价为“1941年以来反扫荡的一次最成功的模范战斗”。